# Andrej Kolmogorov
Andrej Nikolajevitj Kolmogorov (Андрей Николаевич Колмогоров), född 25 april 1903 i Tambov, Ryssland, död 20 oktober 1987 i Moskva, var en rysk matematiker. Han var främst aktiv inom sannolikhetsläran och topologin, men arbetade även med bland annat fourierserier, turbulens och klassisk mekanik.
Han arbetade vid Moskvas universitet där han under Nikolaj Luzin tog doktorsexamen 1925 och blev professor 1931. Han blev medlem av Sovjetunionens vetenskapsakademi 1939.

## Eftermäle
Asteroiden 48410 Kolmogorov är uppkallad efter honom.